# Place Vendome (groupe)
Pour les articles homonymes, voir Place Vendôme (homonymie).
Place Vendome est un groupe allemand de hard rock et AOR. Place Vendome est formé par Michael Kiske, chanteur de Helloween et Unisonic, Dennis Ward (basse et production), Kosta Zafiriou (batterie) et Uwe Reitenauer (guitares) du groupe Pink Cream 69 et Gunther Werno (claviers) du groupe Vanden Plas.
Le projet compte quatre albums studio : Place Vendome sorti en 2005, Streets of Fire en 2009, Thunder in the Distance en 2013 et Close to the Sun en 2017.

## Histoire

### Premier album (2004–2005)
Serafino Perugino a l'idée du projet Place Vendome au cours de l'hiver 2004. Il approche Michael Kiske et Dennis Ward pour leur proposer d'enregistrer un album de rock mélodique et AOR. Selon Kiske, « Le groupe entier est une idée de Serafino Perugino de Frontiers Records... Il est d'abord entré en contact avec Dennis Ward de Pink Cream 69 et l'a engagé pour superviser le projet... Il m'a proposé l'idée et après avoir entendu les chansons, j'ai accepté de faire l'album. Il m'a proposé l'idée et après avoir entendu les chansons, j'ai accepté de faire le disque. J'ai été impressionné par la force des morceaux ». L'écriture du premier album, Place Vendome, est assurée par Dennis Ward, avec d'autres contributions de David Readman et d'Alfred Koffler.

### Streets of Fire(2008–2009)
Le deuxième album de Place Vendome sort le 20 février 2009 avec la même formation. L'écriture de l'album Streets of Fire est assurée par Torsti Spoof (Leverage), Ronny Milianowicz (Saint Deamon), Robert Sall (Work of Art) et Magnus Karlsson (Primal Fear). Une vidéo a été tournée pour la chanson My Guardian Angel, marquant le retour visuel de Kiske depuis 1996.
Selon Kiske, « si Serafino Perugino ne m'avait pas proposé ce projet Place Vendome, je n'aurais probablement jamais chanté quelques-uns des styles musicaux qui y figurent jusqu'à aujourd'hui (y compris en termes de paroles), parce que mon écriture est différente. Mais c'est précisément pour cette raison que j'ai trouvé intéressant de le faire : c'est comme jouer des rôles ou tester des possibilités. Chanter des chansons que l'on n'a pas écrites a sa propre qualité : on peut y apprendre quelque chose que l'on n'aurait probablement pas appris autrement et avoir l'occasion de regarder au-delà de ses propres frontières ».

### Formation d'Unisonic (2009–2012)
Le 10 novembre 2009, Michael Kiske, Dennis Ward et Kosta Zafiriou, membres de Place Vendome, s'associent à la guitariste Mandy Meyer pour former le groupe de hard rock Unisonic. En 2010, ils entament leur première tournée, jouant principalement les albums de Place Vendome, quelques classiques d'Helloween et seulement une nouvelle chanson. En 2011, Kai Hansen, guitariste et chanteur de Gamma Ray et ancien membre de Helloween, vient s'ajouter au groupe. Lors de la prestation suivante d'Unisonic au Loud Park Festival, le groupe se concentre sur ses propres morceaux et ne joue que la chanson Cross the Line du premier album Place Vendome. Depuis la sortie du premier album éponyme d'Unisonic en mars 2012, le groupe n'a plus interprété de chansons de Place Vendome lors de ses concerts.

### Thunder in the Distance(2012–2015)
En 2012, Frontiers Records annonce que Michael Kiske avait accepté de travailler sur un troisième album de Place Vendome. Un changement dans le line-up est également annoncé, Dirk Bruinenberg (ex-Adagio) remplaçant Kosta Zafiriou en tant que batteur. Le troisième album du groupe, Thunder in the Distance, sort le 1er novembre 2013. Magnus Karlsson, Timo Tolkki (ex-Stratovarius), Alessandro Del Vecchio (Hardline), Tommy Denander (Radioactive), Roberto Tiranti et Andrea Cantarelli (Labyrinth), Sören Kronqvist (Sunstorm) et Brett Jones ont écrit les chansons de cet album,. Un clip vidéo est tourné pour la chanson Talk to Me.

### Close to the Sun(depuis 2016)
En 2016, il est confirmé par Dennis Ward que le quatrième album de Place Vendome s'intitulerait Close to the Sun et contiendrait des chansons écrites par Magnus Karlsson, Jani Liimatainen (Cain's Offering, ex-Sonata Arctica), Olaf Thorsen (Vision Divine, Labyrinth), Fabio Lione (Angra, ex-Rhapsody of Fire, Vision Divine), Simone Mularoni (DGM), Aldo Lonobile (Secret Sphere), Alessandro Del Vecchio et Mike Palace. Le nouvel album sort le 24 février 2017, et est le premier album de Place Vendome à contenir des solos de guitare, interprétés par Gus G (Firewind, Ozzy Osbourne), Kai Hansen (Helloween, Gamma Ray, Unisonic), Mandy Meyer (Krokus, Unisonic), Alfred Koffler (Pink Cream 69), Magnus Karlsson, Simone Mularoni et Michael Klein.

## Discographie
- 2005 : Place Vendome
- 2009 : Streets of Fire
- 2013 : Thunder in the Distance
- 2017 : Close to the Sun